# Manoir Le Châtelet
Le manoir Le Châtelet est un manoir situé à Fontaine-Milon, en France.

## Localisation
Le manoir est situé dans le département français de Maine-et-Loire, sur la commune de Fontaine-Milon, maintenant Mazé-Milon.

## Histoire et description
L'histoire du manoir du Châtelet, datant du XVIe siècle, formé d'un corps de logis flanqué de deux grosses tours sommées de poivrières, modifié au cours des siècles, dominant le village, se mêle avec celle de Fontaine-Milon. Au début du XIXe siècle, en 1806, les pièces principales de cette demeure sont décorées par l'ornemaniste angevin Pierre-Louis David de boiseries et de sculptures en stuc dans les styles Louis XVI et Directoire. Dans le salon de compagnie, son fils, Pierre-Jean David, le futur David d'Angers, s'essaye à la sculpture en modelant l'un des dessus de porte, sur le thème des quatre saisons. Celui-ci symbolise l'hiver, sous les traits d'une tête de vieille femme dans un encadrement de rinceaux floraux. Ce bas-relief est l'une des premières œuvres connues du maître, avec l'enseigne de bottier, conservée au musée David d'Angers, rue Toussaint à Angers.

## Historique
L'édifice est inscrit au titre des monuments historiques en 1987.